# 闾丘方远
閭丘方远，唐末五代道士。复姓闾丘，字大方，号“玄同先生”。舒州宿松（今屬安徽）人。是道教南岳天台宗的重要人物。三十四岁受法箓于天台山玉霄宫。閭丘方远辑录《太平经钞》，将一百七十卷之《太平经》精选节录为简明读本。唐昭宗赐号“妙有大师玄同先生”。据南唐沈汾《续仙传》载：从学弟子二百多人。弟子有程紫霄、聂师道、胡谦先、孔宗鲁等。